# Mejoza
 Ovo je glavno značenje pojma Mejoza. Za značenje u kontekstu književnosti pogledajte Mejoza (figura).
Mejoza ili zoridbena dioba je stanična dioba u kojoj se broj kromosoma u novonastalim stanicama reducira na polovinu u odnosu na stanicu majku.
U ovom se procesu diploidni broj kromosoma prepolovljuje te dolazi na haploidni broj. Ova se dioba zbiva radi spolnog razmnožavanja. U mejozi svaka od četiri gamete (proizvoda mejoze) zadržava kompletni set kromosoma te istovremeno osigurava gensku varijabilnost. Premda se u mejozi zbivaju dvije diobe (točnije, dvije segregacije, tj. dva odvajanja), DNK se umnožava samo jednom. S obzirom na to da se broj kromosoma u stanicama kćerkama u odnosu na stanicu majku smanjuje na pola, ova dioba se naziva i redukcijska (lat. reductio = smanjenje). Redukcija broja kromosoma obavlja se u prvoj diobi, označenoj kao mejoza I, kada se stanica majka (2n broj kromosoma) podijeli na dvije stanice kćeri (n broj kromosoma). U drugoj diobi, mejozi II, se obje novonastale stanice-kćerke (s n brojem kromosoma) podijele. Krajnji rezultat mejoze su 4 stanice-kćerke koje imaju haploidan broj kromosoma i po osobinama se razlikuju od stanice majke.
Kod nekih algi, gljiva i praživotinja mejoza se zbiva odmah nakon oplodnje, tj. zigota se dijeli mejozom, pa nastaju haploidne vegetativne stanice (početna ili inicijalna mejoza).
Relativno složeni molekulsko-genski i citoloski procesi karakteristični za mejozu, ustvari se svode na precizno udvostručivanje genskog materijala u predmejoznom i njegovu raspodjelu u četiri jezgre tijekom dviju uzastopnih dioba. Tako svaka gameta dobiva (n) kromosomski broj. Mejoza se dakle sastoji od dvije diobe, mejoza I i mejoza II. Tijekom prve mejoze, naročito u njenoj profazi, zbivaju se vrlo različite, samo za mejozu karakteristične promjene na kromosomima, od kojih je osobeno važna konjugacija (uparivanje) homolognih kromosoma i stvaranje medjusobno fizičkih veza, koje se nazivaju hijazme. Konjugacijom homolognih kromosoma obrazuju se bivalentne strukture (bivalenti), a koje s obzirom na broj (4) kromatida nazivaju tetrade. Razdvajanje uparenih homolognih kromosoma zbiva se u anafazi prve mejotičke diobe, pri čemu homologni kromosomi, koji se u takvom obliku nazivaju univalenti, a s obzirom na broj (2) kromatida dijade, odlaze na suprotne polove diobenog vretena. Na taj način svaka stanica kći, dobije za polovinu umanjeni karakteristični broj kromosoma (haploidni broj).
Mejoza se odvija u dvije faze, u mejozi I i mejozi II. Mejoza I dijeli se na podfaze profazu I, metafazu I, anafazu I, telofazu I i citokinezu. Mejoza II dijeli se na podfaze profazu II, metafazu II, anafazu II, telofazu II i citokinezu.

## Mejoza I
Mejozi I prethodi interfaza u kojoj je, između ostalog, izvršena replikacija DNK. Svaki kromosom stanice koja ulazi u mejozu I se sastoji od 2 molekula DNK (dvije kromatide).
Mejoza I se sastoji od 4 faze:
- profaza I se odlikuje vecom relativnom duzinom i slozenoscu procesa koji se u njoj odvijaju; dijeli se na pet podfaza:

1. leptoten je početni stadijum mejoze, u kojem su kromosomi u obliku tankih niti, a njihova linearna diferencijacija je dosta izrazena. Dvostruke su građe (sastavljeni od dvije kromatide) i zastupljeni u diploidnom broju, najčešće zapleteni u jedinstveno klupko.
2. zigoten počinje uzduznom konjugacijom homolognih kromosoma, koji su jos uvijek jako izduženi. Konjugacija homologa se odvija s izuzetnom preciznošću tako da se međusobno uparuju sve homologne strukture. Usporedno s tim, napreduje i spiralizacija kromosoma, a posljedica toga je njihovo skraćivanje. Upareni kromosomi se nazivaju bivalenti odnosno tetrad, s obzirom na njihovu četverostruku strukturu (jedan homologni kromosom jedan univalent, a upareni daju bivalent).
3. pahiten traje relativno dugo. U njemu se bivalenti znatno skraćuju. Homologi kromosomi su medjusobno tijesno povezani, a dostruka struktura kromosoma postaje dobro izražena. Pred krajem pahitena, u pojedinim dijelovima, razdvajaju se konjugirani kromosom, što je posebno vidljivo u sljedećoj fazi.
4. diploten je stadij u kojem se dalje nastavlja skraćivanje i razdvajanje konjugiranih kromosoma; homolozi medjusobno ostaju vezani samo ostvarenim hijazmama. Položaj hijazmi i njihov broj ovisi od dužine i morfologije kromosoma.
5. dijakineza je završni stadij profaze I, bivalenti se jos vise skraćuju, a homologmi kromosomi medjusobno još više razdvajaju, tako da dijakineza ima najkarakterističniju sliku. Bivalenti zauzimaju položaj uz jezgrinu membranu, koja se, kao i jezgrica, pred kraj ove podfaze dezorganizira.

- metafaza I
- anafaza I
- telofaza I

## Mejoza II
Poslije kratke interfaze, obje stanice nastale od jedne stanice mejozom I ulaze u mejozu II – ekvacijsku mitozu. Ova dioba se vrši po redoslijedu događanja u mitozi. U mejozi II se kromosomi dijele na kromatide (u anafazi II) i od dvije stanice nastaju 4 stanice s haploidnim brojem kromosoma, a svaki kromosom ima jednu kromatidu (1 molekulu DNA).

## Važnost mejoze
Osim već spomenute važnosti mejoze kao redukcijske diobe koja omogućava konstantnost broja kromosoma svake vrste, bitno je napomenuti da mejoza omogućava gensku rekombinaciju (različito razmještanje alela) i time osigurava genetičku raznolikost (varijabilnost) organizama iste vrste.

## Također pogledajte
- Spermatogeneza
- Oogeneza